# إيزيكا (المعدر الكبير)
إيزيكا هي إحدى مشيخات المملكة المغربية، تتبع جغرافيا لإقليم تيزنيت وإداريًا لالمعدر الكبير. يقدر عدد سكانها بـ 3255 نسمة حسب الإحصاء الرسمي للسكان والسكنى لسنة 2004.